# The Walker Brothers
The Walker Brothers var en amerikansk till största delen vokal musikgrupp. Medlemmar i gruppen var Scott Engel, Gary Leeds, och John Maus. Medlemmarna i gruppen kände varandra sedan ungdomsåren och använde alla professionellt efternamnet "Walker" som om de var bröder. Den här gruppen valde dock att rikta in sig på den brittiska marknaden, vilket visade sig vara en lyckad satsning. De slog igenom med låten "Make It Easy on Yourself" 1965. Följande år var också ett bra år för gruppen med hitsen "The Sun Ain't Gonna Shine Anymore" (även en stor hit i Sverige), "My Ship Is Coming In" och "Land Of 1000 Dances". Deras låtar var ofta popballader med stor orkester. 
Redan 1967 var gruppens tid i rampljuset förbi och gruppen upplöstes samma år. Scott Walker hade framgångar med sin solokarriär. På 1970-talet återförenades gruppen och hade då en hit med "No Regrets".

## Medlemmar
- Scott Walker (f. Noel Scott Engel 9 januari 1943 - d. 25 mars 2019) – ledsång, gitarr, basgitarr, keyboard
- Gary Walker (f. Gary Leeds 9 mars 1942) – trummor, sång
- John Walker (f. John Joseph Maus f. 12 november 1943 – d. 7 maj 2011) – gitarr, sång

## Diskografi
Studioalbum
- Introducing the Walker Brothers, UK debut (1965)
- Take It Easy with the Walker Brothers, US debut (1965)
- Portrait (1966)
- The Sun Ain't Gonna Shine Anymore (1966)
- Images (1967)
- No Regrets (1975)
- Lines (1977)
- Nite Flights (1978)

Hitsinglar (topp 20 på UK Singles Chart)
- 1965 – "Love Her" (#20)
- 1965 – "Make It Easy on Yourself" (#1)
- 1965 – "My Ship Is Coming In" (#3)
- 1966 – "The Sun Ain't Gonna Shine Anymore" (#1)
- 1966 – "(Baby) You Don't Have to Tell Me" (#13)
- 1966 – "Another Tear Falls" (#12)
- 1975 – "No Regrets" (#7)